# Мадам де Монтессон
Шарлотта-Жанна Беро де ла Эй де Риу (фр. Charlotte-Jeanne Béraud de La Haye de Riou; 4 октября 1738, Париж — 6 февраля 1806, там же), известная как мадам де Монтессон (фр. Madame de Montesson), — фаворитка Луи-Филиппа I, герцога Орлеанского, впоследствии ставшая его женой. Однако французский король Людовик XV не позволил ей стать герцогиней. Мадам де Монтессон также написала несколько пьес и играла в них.

## Биография
Шарлотта-Жанна Беро де ла Эй де Риу родилась в Париже 4 октября 1738 (она была крещена 5 октября 1738 года, через день после своего рождения) в старинной бретонской семье.
11 октября 1757 года она вышла замуж за 70-летнего вдовца Жана-Батиста, маркиза Монтессона, умершего в 1769 году. Её красота и ум привлекли внимание овдовевшего Луи-Филиппа I, герцога Орлеанского, (его жена Луиза Генриетта де Бурбон Конти скончалась в 1759 году), с которым она тайно сочеталась браком в 1773 году с разрешения короля Людовика XV. Однако, несмотря на то, что она была замужем за герцогом Орлеанским, членом королевской семьи и «принцем крови», носить титул герцогини Орлеанской она не могла из-за своего незнатного происхождения.
Для развлечения мужа и себя самой она организовала небольшой театр и написала несколько пьес, в постановке которых сама принимала участие.
20 апреля 1793 года, в период террора, мадам де Монтессон была арестована и первоначально заключена в тюрьму Ла-Форс в Париже. Она была освобождена 28 сентября 1794 года (после падения Максимильена Робеспьера), подружилась с Жозефиной де Богарне и стала видной фигурой в начальный период Первой империи.